# جبهة المقاومة الوطنية لتحرير لبنان من الاحتلال والفاشية
هي إحدى حركات المقاومة اللبنانية، تم انشائها عام 1978 بعد عملية الليطاني التي شنتها إسرائيل على لبنان.

## خلفية
في 14 أذار عام 1978 اقدمت قوات الجيش الإسرائيلي على احتلال مناطق في جنوب لبنان والبقاع حتى نهر الليطاني، ادت هذه العملية إلى طرد منظمة التحرير الفلسطينية وبعض المجموعات الأخرى بعيد عن حدود إسرائيل. أثناء الهجوم الذي استمر لمدة 7 أيامِ، احتل جيش اللآحتلال الإسرائيلي أولاً حزام من الأرض بعمق 10 كيلومترات تقريباً، لكنه تَوسّع لاحقاً شمالاً إلى نهر الليطاني، وقد قدَّرت الحكومة اللبنانية أن عدد اللاجئين قد وصل إلى حوالي 285000 لبناني. وقد قُتِلَ ما بين 1100-2000 لبناني، كُلهمّ تقريباً من المدنيين.
لم تؤدِ المنظمات الفلسطينية دورها كما يجب، ولم تكن مستعدة لمقاومة التوغل الإسرائيلي، بالإضافة إلى مشاكل فساد وإدارة داخلية عانت منها، وتصرفها كانها الدولة في مناطق جنوب لبنان، ادت إلى نقمة الكثير من اللبنانيين عليها وامتعاضهم منها، وادت إلى ضرورة وحتمية لانشاء جبهات وتنظيمات أخرى لمواجهة الاحتلال.

## التأسيس
قام العراقي هاشم علي محسن بإعلان «جبهة المقاومة الوطنيّة لتحرير لبنان من الاحتلال والفاشيّة، كرد على عملية الليطاني وبهدف مقاومة الاحتلال. حاولت الجبهة التعاون مع الحزب الشيوعي اللبناني ومنظمة العمل الشيوعي في لبنان كونهما من الاحزاب المنخرطة في المقاومة، الآن وانهما لم يثيران اهتمام بالتعاون مع هذه الجبهة الجديدة. يرى البعض ان سبب عدم تعاون الحزبين الشيوعيين مع هذه الجبهة هو ان هاشم علي محسن كان ينتقد في كتاباته هذين الحزبين. تعتبر هذه الجبهة تابعة لحزب العمل الاشتراكي العربي في لبنان الذي يحمل الآن اسم الحزب الديمقراطي الشعبي (لبنان). قدمت هذه الجبهة عدد من الشهداء، الا انها لم تستمر طويلاً، وفي عام 1982 وبعد حرب لبنان 1982 تم تأسيس جبهة المقاومة الوطنية اللبنانية المعروفة ب«جمّول» وانخرط حزب العمل الاشتراكي العربي تحت لواء جمّول.